# Campion (Colorado)
Campion és una població dels Estats Units a l'estat de Colorado. Segons el cens del 2000 tenia 1.832 habitants.

## Demografia
Segons el cens del 2000, Campion tenia 1.832 habitants, 641 habitatges, i 510 famílies. La densitat de població era de 187,6 habitants per km².
Dels 641 habitatges en un 41% hi vivien nens de menys de 18 anys, en un 69,3% hi vivien parelles casades, en un 6,2% dones solteres, i en un 20,3% no eren unitats familiars. En el 15,3% dels habitatges hi vivien persones soles el 4,4% de les quals corresponia a persones de 65 anys o més que vivien soles. El nombre mitjà de persones vivint en cada habitatge era de 2,86 i el nombre mitjà de persones que vivien en cada família era de 3,2.
Per edats la població es repartia de la següent manera: un 28,9% tenia menys de 18 anys, un 6,8% entre 18 i 24, un 28,8% entre 25 i 44, un 27,1% de 45 a 60 i un 8,4% 65 anys o més.
L'edat mediana era de 38 anys. Per cada 100 dones de 18 o més anys hi havia 102 homes.
La renda mediana per habitatge era de 51.813 $ i la renda mediana per família de 53.611 $. Els homes tenien una renda mediana de 42.563 $ mentre que les dones 26.719 $. La renda per capita de la població era de 21.812 $. Entorn del 3,6% de les famílies estaven per davall del llindar de pobresa.

## Poblacions més properes
El següent diagrama mostra les poblacions més properes.